# Tachina trianguli
Tachina trianguli är en tvåvingeart som först beskrevs av Walker 1849.  Tachina trianguli ingår i släktet Tachina och familjen parasitflugor.
Artens utbredningsområde är Venezuela. Inga underarter finns listade i Catalogue of Life.